# Synonchus dubius
Synonchus dubius är en rundmaskart som beskrevs av Christian Wieser 1954. Synonchus dubius ingår i släktet Synonchus och familjen Leptosomatidae. Inga underarter finns listade i Catalogue of Life.